# Dubbeldoelkip
Een dubbeldoelkip of combikip (Duits: "Zweinutzungshuhn", Engels: "dual purpose chicken") is een begrip waarmee kippen aangeduid worden, die zowel voor de eier- als ook voor de vleesproductie gefokt worden.
In het verleden werden veel kippenrassen voor beide functies geselecteerd. Sinds de opkomst van de leg- en vleeshybriden werd echter in de industriële kippenfokkerij een scherp onderscheid gemaakt tussen kippen met een van beide functies, zodat bepaalde eigenschappen in extreme mate bevorderd werden.
Onder andere door de discussie over mannelijke nakomelingen van legkippen die economisch niet interessant zijn en meestal als eendagskuiken vergast of levend vermalen worden, is momenteel een discussie gaande of dubbeldoelkippen op grote of kleinere schaal een toekomstperspectief hebben.

## Fokprojekten
Er bestaan meerdere fokprojekten, zowel in kleiner verband alsmede door grote fokkersorganisaties, die door het selectief kruisen van verschillende gedifferentieerde rassen en soorten van kippen een dubbeldoelkip fokken.

## Rassen en soorten

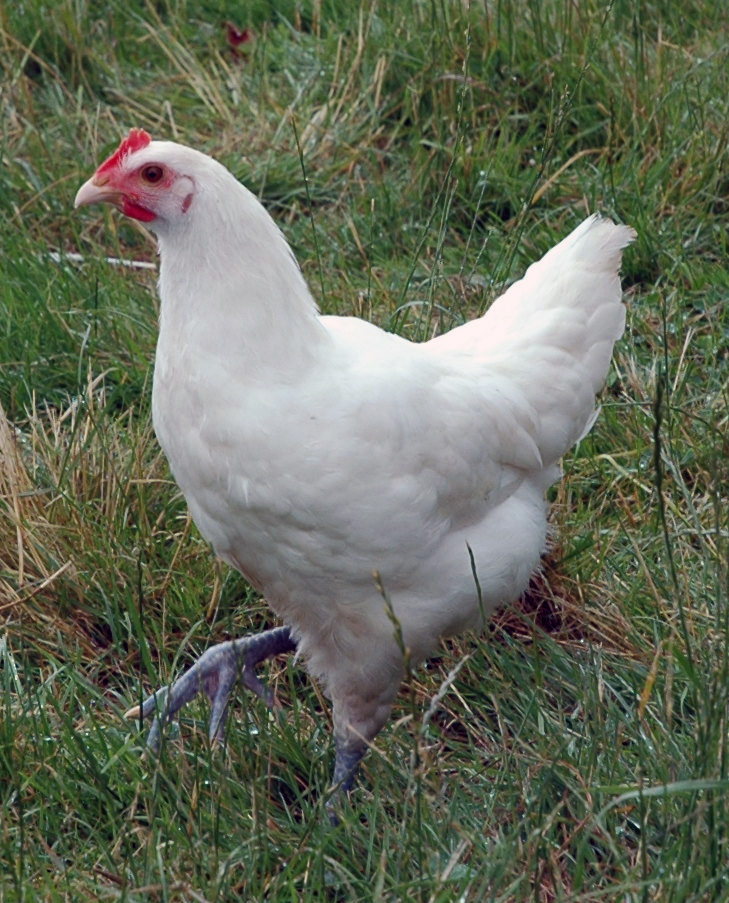
Bressehoen (hen)

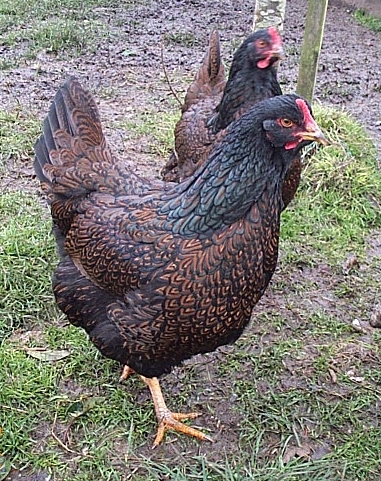
Barnevelder (hennen)

### Traditionele rassen
- Altsteirer
- Australorp
- Barnevelder
- Bressehoen
- Duits rijkshoen
- Dorking
- Dresdener
- Marans
- New Hampshire
- Noord-Hollands hoen
- Orloff
- Plymouth Rock
- Potchefstroomse koekoek
- Rhode Island Red
- Sulmtaler
- Sussex
- Twents hoen
- Vorwerkhoen
- Welsumer
- Wyandotte

### Nieuwe kruisingen
- Domäne Gold (Kruising tussen New Hampshire en White Rock)
- Kollbecksmoorhuhn (Kruising tussen White Rock en Vorwerkhoen)[5]
- Vredelinger[6]